# NBA Access with Ahmad Rashad
NBA Access with Ahmad Rashad é um programa exibido nas tardes de sábado pela ABC, em substituição ao NBA Inside Stuff. O programa mostra o que acontece com os jogadores e técnicos de times da NBA quando não estão em jogo.